# Kiss (When the Sun Don't Shine)
"Kiss (When the Sun Don't Shine)" là một bài hát của nhóm nhạc Eurodance Hà Lan Vengaboys nằm trong album phòng thu thứ ba của họ, The Platinum Album (2000). Nó được phát hành như là đĩa đơn đầu tiên trích từ album vào ngày 24 tháng 11 năm 1999 bởi Breakin' Records và Violent Music. Bài hát được viết lời và sản xuất bởi bộ đôi Danski & DJ Delmundo, cộng tác viên quen thuộc xuyên suốt sự nghiệp của nhóm.
Sau khi phát hành, "Kiss (When the Sun Don't Shine)" đa phần nhận được những phản ứng tích cực từ các nhà phê bình âm nhạc, trong đó họ so sánh nó với những tác phẩm trước của Vengaboys. Bài hát cũng gặt hái những thành công đáng kể về mặt thương mại, đứng đầu bảng xếp hạng ở New Zealand, và lọt vào top 5 ở một số thị trường như Bỉ (Flanders), Đan Mạch, Ireland, Hà Lan, Tây Ban Nha, Thụy Điển và Vương quốc Anh, và lọt vào top 10 ở một số thị trường khác.
Video ca nhạc cho "Kiss (When the Sun Don't Shine)" được đạo diễn bởi Muto Masashi, trong đó bao gồm những cảnh Vengaboys trình diễn ở một câu lạc bộ và trên đường phố, xen kẽ với những yếu tố từ văn hóa Nhật Bản như karaoke và trò chơi điện tử. Để quảng bá cho bài hát, nhóm đã trình diễn nó trên một số chương trình truyền hình, bao gồm Top of the Pops và CD:UK. Nó cũng xuất hiện trong nhiều album tổng hợp và phối lại của họ, bao gồm Greatest Hits (2009) và Xmas Party Album (2014).

## Danh sách bài hát
Đĩa CD tại châu Âu
1. "Kiss (When The Sun Don't Shine)" (Hitradio) – 3:31
2. "Kiss (When The Sun Don't Shine)" (DJ Jean RMX) – 8:03

Đĩa CD #1 tại Anh quốc
1. "Kiss (When The Sun Don't Shine)" (Hitradio) – 3:33
2. "Kiss (When The Sun Don't Shine)" (XXL Mix) – 5:25
3. "Kiss (When The Sun Don't Shine)" (Karaoke) – 5:25
4. "Kiss (When The Sun Don't Shine)" (DJ Jean RMX) – 5:25
5. "Kiss (When The Sun Don't Shine)" (video) – 3:35

Đĩa CD #2 tại Anh quốc
1. "Kiss (When The Sun Don't Shine)" (Hitradio) – 3:33
2. "Kiss (When The Sun Don't Shine)" (Airscape RMX) – 9:01
3. "Boom, Boom, Boom, Boom!!" (Marc Van Dale With Enrico Remix) – 6:32

## Xếp hạng
| Bảng xếp hạng (1999-2000)           | Vị trí cao nhất |
| ----------------------------------- | --------------- |
| Úc (ARIA)                           | 17              |
| Áo (Ö3 Austria Top 40)              | 14              |
| Bỉ (Ultratop 50 Flanders)           | 5               |
| Bỉ (Ultratip Wallonia)              | 15              |
| Đan Mạch (Tracklisten)              | 3               |
| Châu Âu (Eurochart Hot 100 Singles) | 3               |
| Pháp (SNEP)                         | 53              |
| Đức (Official German Charts)        | 10              |
| Ireland (IRMA)                      | 3               |
| Ý (FIMI)                            | 38              |
| Hà Lan (Dutch Top 40)               | 2               |
| Hà Lan (Single Top 100)             | 3               |
| New Zealand (Recorded Music NZ)     | 1               |
| Na Uy (VG-lista)                    | 20              |
| Tây Ban Nha (PROMUSICAE)            | 5               |
| Scotland (OCC)                      | 1               |
| Thụy Điển (Sverigetopplistan)       | 3               |
| Thụy Sĩ (Schweizer Hitparade)       | 14              |
| Anh Quốc (OCC)                      | 3               |

| Bảng xếp hạng (1999)                 | Vị trí |
| ------------------------------------ | ------ |
| Netherlands (Dutch Top 40)           | 77     |
| Netherlands (Single Top 100)         | 45     |
| UK Singles (Official Charts Company) | 79     |
| Bảng xếp hạng (2000)                 | Vị trí |
| Europe (European Hot 100 Singles)    | 64     |
| Netherlands (Dutch Top 40)           | 92     |
| Netherlands (Single Top 100)         | 40     |
| Sweden (Sverigetopplistan)           | 65     |
| UK Singles (Official Charts Company) | 152    |

## Chứng nhận
| Quốc gia                                                                           | Chứng nhận | Số đơn vị/doanh số chứng nhận |
| ---------------------------------------------------------------------------------- | ---------- | ----------------------------- |
| Hà Lan (NVPI)                                                                      | Bạch kim   | 75.000^                       |
| New Zealand (RMNZ)                                                                 | Vàng       | 5.000*                        |
| Thụy Điển (GLF)                                                                    | Vàng       | 15.000^                       |
| Anh Quốc (BPI)                                                                     | Bạc        | 200.000                       |
| * Chứng nhận dựa theo doanh số tiêu thụ. ^ Chứng nhận dựa theo doanh số nhập hàng. |            |                               |